# Safia Ahmed-jan
Safia Ahmed-jan, ook bekend als Safia Amajan (1941 — Kandahar, 25 september 2006) was een Afghaanse advocate en ambtenaar.
Ahmed-jan hield zich als advocate bezig met vrouwenrechten en stond bekend als een groot criticus van de islamitisch-fundamentalistische Taliban vanwege hun onderdrukking van vrouwen. Eveneens was zij werkzaam als directeur bij het Afghaanse ministerie voor vrouwenzaken in de provincie Kandahar. Daarvoor was ze lerares en hoofd van een middelbare school.
Safia Ahmed-jan kwam te overlijden doordat zij voor haar huis door twee mannen op een motorfiets werd doodgeschoten. Hetzelfde lot overkwam in april 2009 eveneens in Kandahar een andere Afghaanse voorvechtster voor de rechten van vrouwen, Sitara Achakzai. In beide gevallen werd alom aangenomen dat het aanslagen van de zijde van de Taliban betrof. 